# Station Rødberg
Station Rødberg is een voormalig station in  Rødberg in de gemeente Nore og Uvdal in fylke Viken  in  Noorwegen. Het station was tot 1989 het eindpunt van  Numedalsbanen, de spoorlijn tussen Rødberg en Kongsberg. Het deel vanaf Rollag tot Rødberg, en daarmee ook het station, is inmiddels geheel buiten gebruik.